# Юсуф Борахиль аль-Мсмар
Юсуф Борахиль аль-Мсмар (ок. 1866 — 19 декабря 1931) — ливийский военный деятель, один из руководителей отрядов ливийских повстанцев в период колонизации Киренаики, северо-восточной части Ливии, Италией в 1920-х годах. Был заместителем лидера сопротивления Омара Мухтара.

## Биография
Принадлежал к племени наиль, проживавшем в области Джебель-Ахдар, к югу от городов Аль-Байда и Эль-Мардж, где и родился в семье кочевников-бедуинов. С детства имел прозвище Бохаддаз из-за оставшегося до конца жизни следа сильного ожога на его правой щеке и правом веке, полученного, когда он в маленьком возрасте упал в костёр. По воспоминаниям современников, он отличался средним ростом, очень светлой кожей и «изящным» внешним видом. Начальное образование он получил у знатоков Корана в родном лагере, а затем был отправлен отцом в город Джагбуб, где в Сенусситском университете Омара Мухтара изучал фикх, богословие и светские науки. Там он познакомился с самим Мухтаром, который стал его наставником и другом до конца жизни. После завершения обучения остался в университете в качестве преподавателя Корана и толкователя хадисов.
С 1922 года был заместителем Омара Мухтара, ставшего лидером ливийских моджахедов, боровшихся против начала интенсивной колонизации Италией Киренаики (территория оказалась в составе итальянских владений в результате Итало-турецкой войны 1911—1912 годов, но с 1917 до 1922 пользовалась широкой автономией), совместно с ним разрабатывал военные планы и лично участвовал в большинстве сражений. После захвата в плане и последующей казни Мухтара итальянцами в сентябре 1931 года аль-Мсмар возглавил Ливийских повстанцев, однако руководил ими чуть более трёх месяцев, так как 19 декабря был смертельно ранен лейтенантом итальянских колониальных войск, когда группа аль-Мсмара случайно столкнулась с итальянским патрулём к востоку от Тобрука. Согласно некоторым данным, после убийства итальянцы расчленили и обезглавили тело аль-Мсмара, а его отрубленную голову демонстрировали родственникам пленённых повстанцев, чтобы ослабить их моральный дух и принудить полностью подчиниться итальянцам. После гибели аль-Мсмара сопротивление ливийцев итальянцам продолжалось ещё порядка двух лет, но уже не имело прежней организации.